# راوتسی
راوتسی (به بلغاری: Raevtsi) یک منطقهٔ مسکونی در بلغارستان است که در تریاونا واقع شده‌است.